# 尊达塔
尊达塔原名Z塔，是位于拉脱维亚首都里加的一组双塔式建筑。这组建筑由拉脱维亚建筑公司F.L.Tadao & Lukševics设计，而立面部分则是由已故建筑师赫尔穆特·贾恩负责。尊达塔的两栋塔楼均包含办公区和住宅区。除了出租式公寓以外，尊达塔内也有共管公寓供住户购买，买家甚至还可以用加密货币进行支付。
在花费了超过2.5亿欧元的建设资金后，这栋建筑最终于2017年竣工，并于几年后开放入住。

## 建筑
尊达塔由两栋圆形塔楼组成，其外墙均被玻璃所覆盖，其中一栋的高度为123米（404英尺），另一栋的高度则为117米（384英尺）。这两栋楼均为30层，而最下方五层相互连通。目前尊达塔共包含336间公寓、10,000 m2（100,000 sq ft）的办公区域以及总共可容纳700辆轿车的停车场。

## 发展
该建筑最初规划于2004年，原本打算建设一栋喜来登酒店并计划于2010年完工，然而这项工程在花费13年并耗资2.5亿欧元后才于2017年竣工。
尊达塔在建设过程中的主要支持者为俄罗斯亿万富翁、SPI集团负责人尤里·谢弗勒。SPI集团是拉脱维亚斯托利奇纳亚伏特加公司的持有者，同时也和拉脱维亚最大的啤酒制造商拉脱维亚巴尔扎姆斯有利益往来。。谢弗勒曾公开表示反对普京政权，他在拉脱维亚投资的主要目的可能是为了规避俄罗斯的政治环境。

## 营销
尊达塔一开始面向的客户主要来自俄罗斯和其他独联体国家，这些人很多都在寻求机会进入欧盟及其银行体系。尊达塔的官方网站甚至还为潜在客户提供有关如何通过购买房地产获得居住权的说明，但是这些内容在2022年俄罗斯入侵乌克兰以后被删除。除此之外，由于字母“Z”有支持俄罗斯入侵的意味，因此Z塔被改名为尊达塔以避免不必要的麻烦。

## 图片
- 建设中的塔
- 从路旁眺望尊达塔从路旁眺望尊达塔
- 从尊达运河方向眺望尊达塔从尊达运河方向眺望尊达塔
- 底层的连接处